# Zelkova habrolistá

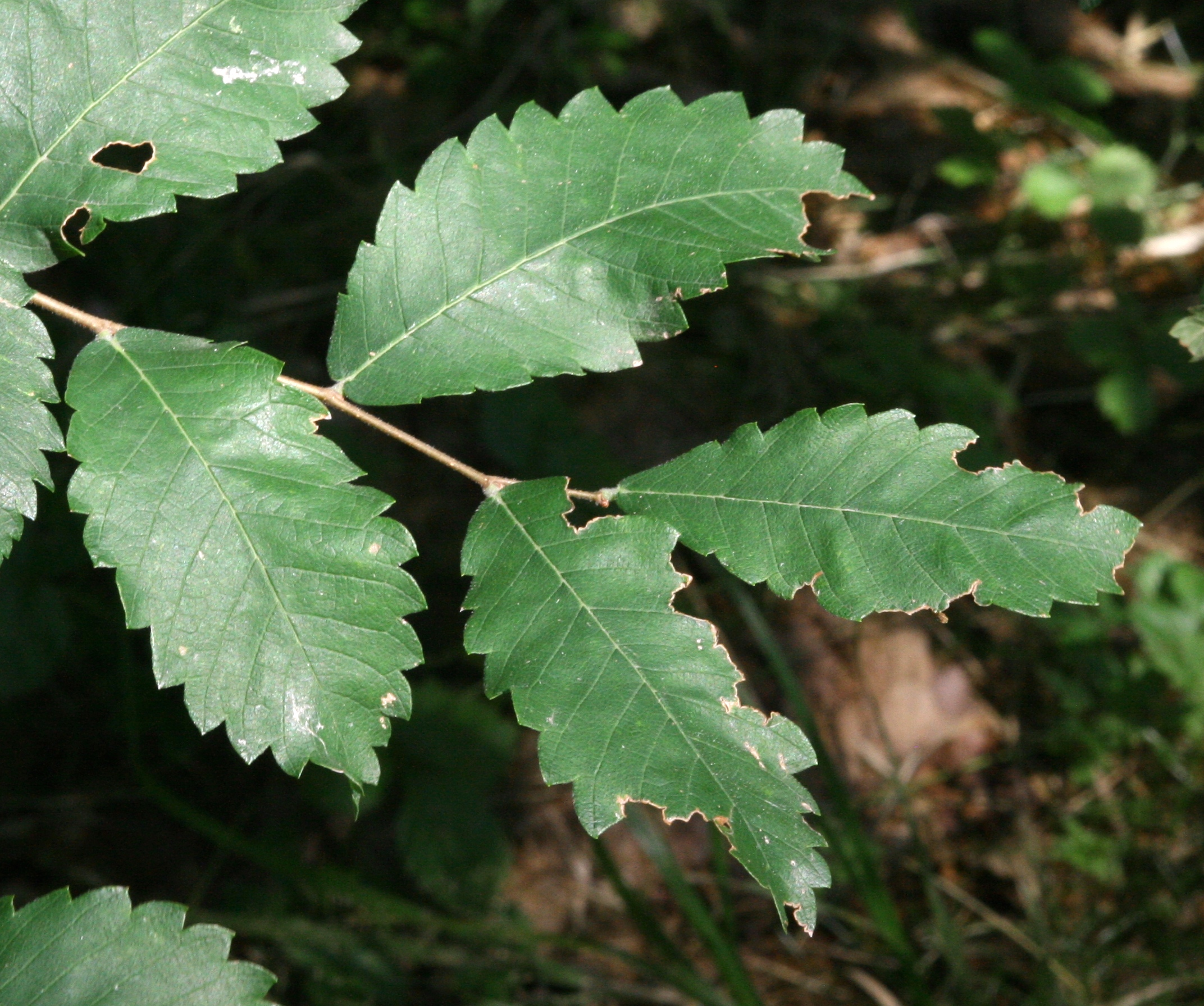
Listy

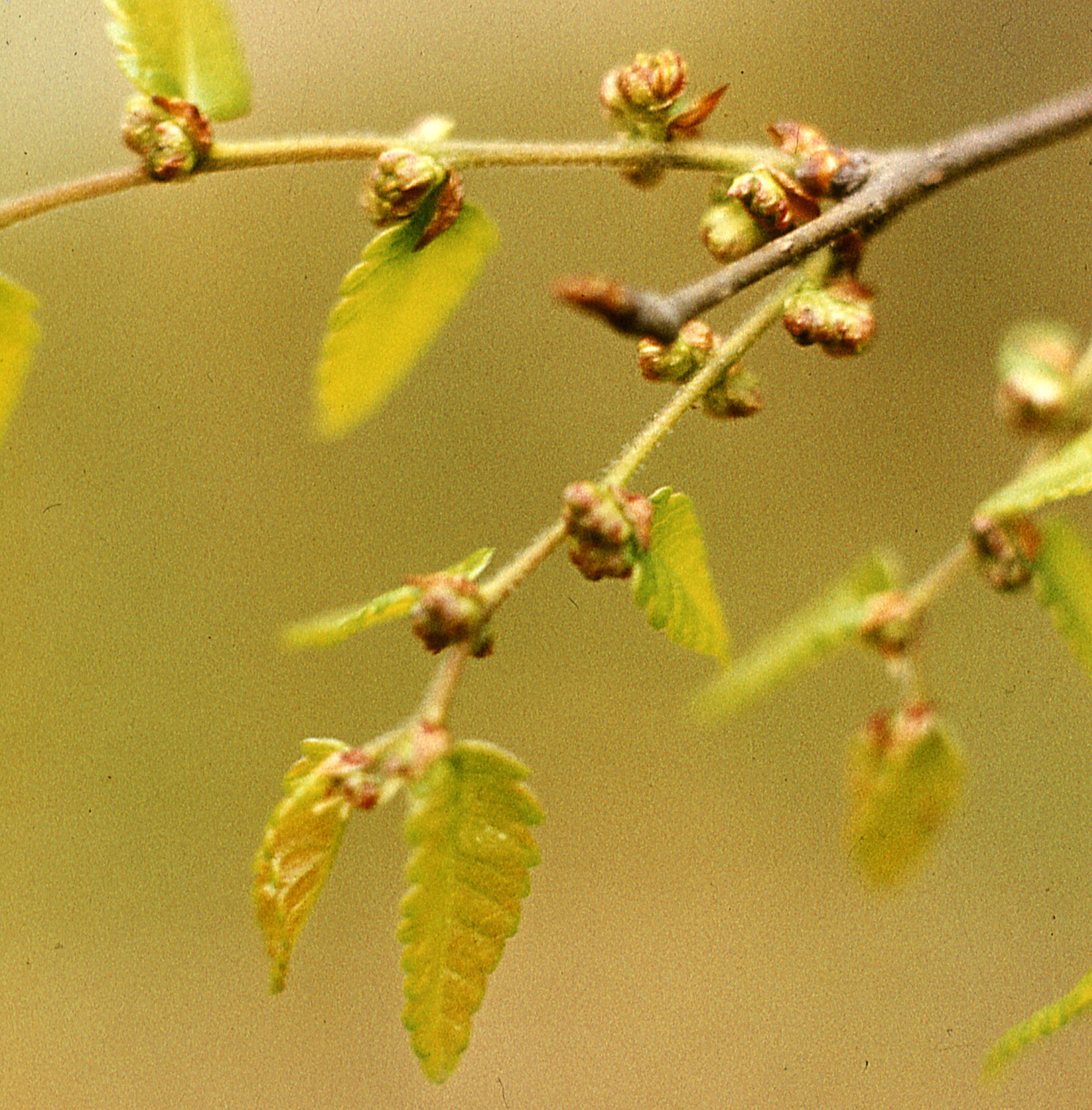
Květy

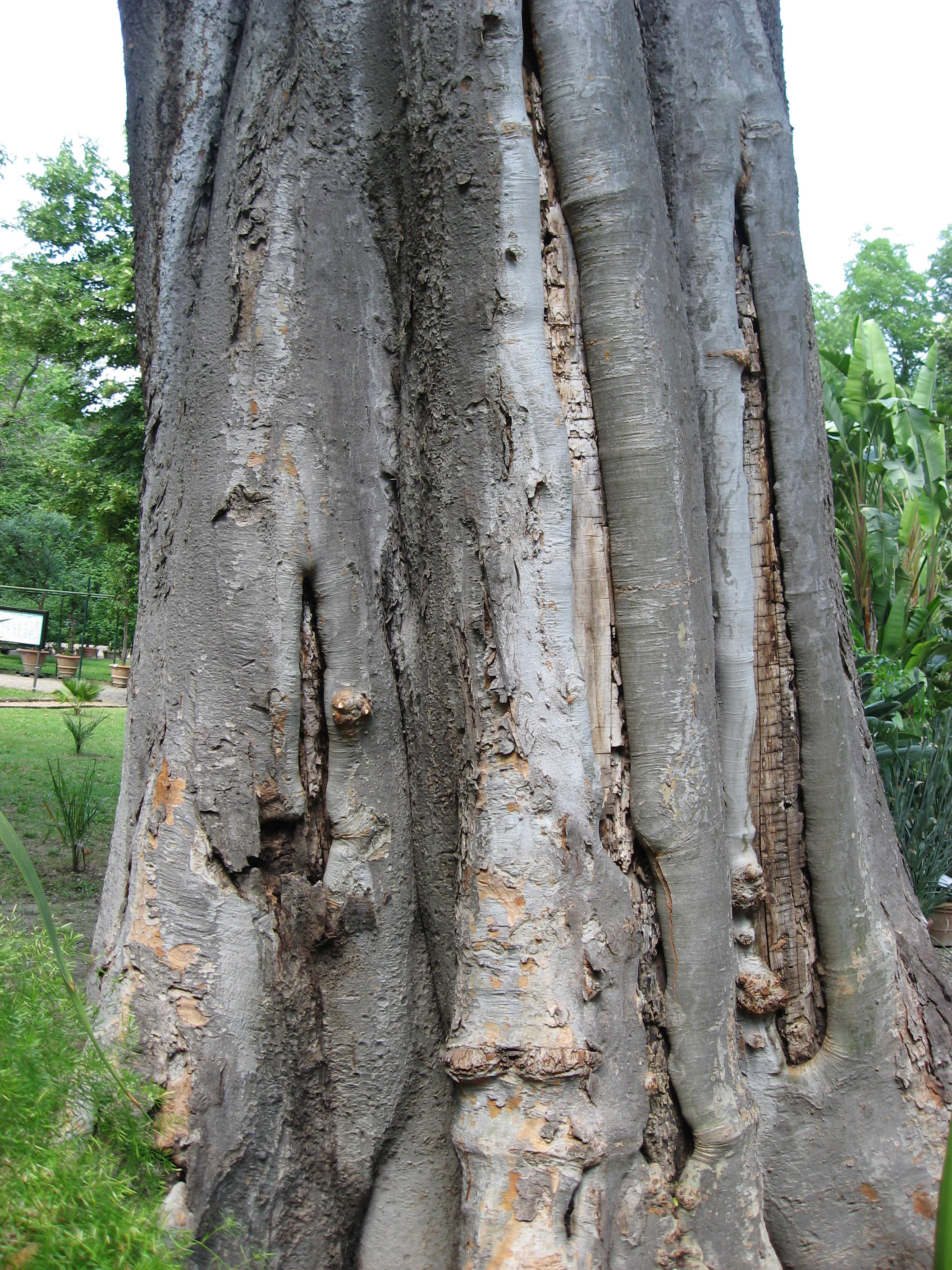
Uzlovitý kmen

Zelkova habrolistá (Zelkova carpinifolia) je rychle rostoucí listnatý strom dosahující do výšky 25 m, s kmenem rozděleným na četné vzpřímené větve. Tato opadavá dřevina, pocházející z oblastí Kavkazu a Turecka, byla do české krajiny dovezena až ve třicátých létech 20. století. V Evropě byla v té době již dlouho známa, například v zahradách v Británii ji vysazovali již od roku 1760. V zahradách a parcích se používá jako nenáročná okrasná rostlina, jež upoutá jak svým letním habitem, tak i žlutým podzimním zbarvením.

## Rozšíření
Druh pochází z Gruzie, Arménie, Ázerbájdžánu, Turecka a Íránu, z nížinných i horských lesů Kavkazského pohoří. Nejhojněji se vyskytuje na íránském historickém území Hyrkánii, v Talyšských horách v severozápadní části pohoří Alborz, na pomezí severozápadního Íránu a jihovýchodního Ázerbájdžánu. Druhým významným místem rozšíření je Kolchida na jihozápadě Gruzie. Molekulární studie odhalily značnou genetickou rozdílnost mezi těmito hlavními populacemi, což svědčí o mnoha milionech let, jež uplynuly od rozdělení druhu v tyto dvě větve. Kromě uvedených dvou hlavních areálů s výskytem zelkovy habrolisté existují ještě malé izolované a silně fragmentované porosty v Arménii a Ázerbájdžánu na Karabašské vysočině, na severu a východě Anatolie v Turecku a v severoíránské provincii Kurdistán, o skutečném stavu těchto špatně přístupných subpopulací jsou dostupné pouze omezené informace. Druh má odhadované celkové rozšíření přes 533 tisíc km².

## Ekologie
Dřevina upřednostňuje světlá místa na vlhké, humózní půdě, ale nesnáší podmáčená nebo bažinatá stanoviště. Nejčastěji se vyskytuje v nadmořských výškách 100 až 600 m n. m., ale může vzácně růst i v 1200 až 1500 m. Roční dešťové a sněhové srážky v místech výskytu bývají kolem 800 mm, průměrná červencová teplota je 28 °C a lednová -3,8 °C. Zelkova habrolistá se od vzhledově podobných jilmů, s nimiž bývá často zaměňována, odlišuje hlavně hladkou kůrou a symetrickými listy.
Jedná se o prvek smíšených listnatých a lužních lesů, přičemž může na svazích orientovaných na jih a západ tvořit i jednodruhové porosty. Roste pomalu a dlouho, obvod kmene se s věkem výrazně zvětšuje. V chráněných oblastech Gruzie a v Talyšských horách se vyskytují 800letí jedinci, kteří obvykle rostou na těžko dostupných místech ve společnosti s dubem Branta a dubem cer.
Stromy vykvétají v březnu a dubnu, květy jsou opylovány větrem, plody dozrávají a opadávají na podzim. Kvůli omezeným možnostem šíření semen je tok genů mezi vzdálenými populacemi velmi nepravděpodobný.

## Popis
Jednodomý opadavý strom vyrůstající do výše 10 až 25 m, jeho kmen je krátký, široký a bývá často vícekmenný, může mít obvod 2 až 3 m, ojediněle až 4 m. Vázovitá (nebo také metlovitá) koruna a krátký, široký kmen dělící se na četné, téměř vzpřímené silné větve, dává druhu charakteristický habitus. Jeho kůra je šedá a hladká, později se šupinatě odlupuje a odhaluje skořicově hnědou vrstvu. Letorosty jsou jemně chlupaté, tenké, červenohnědé s oranžovými lenticelami, pupeny jsou vejčité a na konci zašpičatělé. Listy s krátkými řapíky jsou symetrické a rostou střídavě ve dvou řadách. Čepele jsou eliptické až úzce vejčité, symetrické, 2 až 10 cm dlouhé a téměř 6 cm široké, na ozubené bázi zakulacené či srdčité a na konci špičaté, po obvodě hrubě pilovitě zubaté. Na lícní straně jsou tmavě zelené a lesklé, na rubové světlejší a na žilkách řídce pýřité; mají zpeřenou žilnatinu se šesti až dvanácti páry žilek, které končí ve špici zubů. Listy mají u 2 mm řapíku nahnědlé, brzy opadavé palisty. Na podzim se listy před opadem zbarvují svítivě žlutě, někdy s bronzovým nádechem. Kořenový systém je mohutný, hlavní kořen sahá hluboko a postranní kořeny jsou dlouhé a pevné.
Nenápadné žlutozelené květy jsou jednopohlavné samčí nebo oboupohlavné a vyrůstají společně na jednom stromě těsně před nebo zároveň s rašením listů. Rostou jednotlivě nebo v chudých svazečcích, samčí mají pět až šest a oboupohlavné čtyři až pět drobných okvětních lístků. Tyčinek s prašníky vyčnívající z okvětí je stejný počet jako okvětních lístků. Přenos pylu nutného pro opylení květů zajišťuje vítr.
Plod je drobný kulovitý, asi 5 mm velký, podélně žebrovaný oříšek (někdy klasifikovaný jako peckovice). Je zprvu zelený, později hnědne a zůstává částečně obalen vytrvalým okvětím. Před nástupem zimy opadá, uvnitř uložené semeno má dlouhou dobu životností. Plod se semenem se od mateřského stromu většinou nedostá daleko, na větší vzdálenost bývá odplaven povrchovou vodou nebo odnesen a poztrácen drobnými hlodavci, kteří jej konzumují.

## Ohrožení
Nadměrná pastva, požáry, eroze půdy, zemědělství, výstavba silnic a industrializace krajiny mají za následek silnou fragmentaci stanovišť. Tradiční používání atraktivního dřeva ve stavebnictví i na palivo snížilo početní stavy stromů, hlavně těch nejkvalitnějších dostupných jedinců. V oblasti gruzínské Kolchidy bylo zničeno 90 % původních lesů, k drastické zmenšení porostů zelkovy habrolisté došlo i v Íránu, ještě před zákazem jejich kácení v 70. letech 20. století. I relativně dobře zachovalé lesy v Talyšských horách ztratily za posledních 50 let více než 40 % své rozlohy. Došlo k tomu díky rozšiřování pozemků využívaných pro zemědělství, nutných k zajištění základní obživy rozrůstajícího se počtu tamních obyvatel. Celkového snížení množství stromů se za poslední tři lidské generace odhaduje nejméně o 30 %, velké části tamního lesního biotopu byly nevratně zničeny. Počet plodících stromů je obtížné odhadnout, tipuje se asi něco málo nad 10 tisíci dospělých jedinců.
Kromě vyhlašování chráněných území v Íránu, Gruzií a Ázerbájdžánu jsou v Íránu zakládány smíšené plantáže zelkovy habrolisté s dubem kaštanolistým, s cílem současně obnovit i mizející dubové porosty. Podle hodnocení IUCN je zelkova habrolistá považována za zranitelný druh (VU).

## Použití
Zelkova habrolistá se díky svému metlovitému tvaru a listům zbarvujícím se na podzim do zlatavě oranžové barvy pěstuje jako okrasná rostlina. Její dřevo je tvrdé, trvanlivé, pružné a odolné proti hnilobě, má měrnou hmotnost 700 kg/m³. Krátký kmen a relativně tenké větve omezují užitečnou délku dřeva. V minulosti se z něj proto zhotovovaly hlavně okenní a dveřní rámy, někdy i nábytek. Ve střední Evropě se dřevina pěstuje jen málo, není zcela mrazu odolná. Někdy se mladé semenáče tvarují na bonsaje, rostlina má poměrně drobné listy, snáší hluboký řez a stísněny prostor pro kořeny.